# 제노바 변경
제노바 변경(이탈리아어: Marca di Genova 마르카 디 제노바[*])은 신성로마제국의 변경 봉읍 중 하나로, 961년 오토 1세가 분봉했다. 첫 변경백 오베르토 1세의 이름을 따서 오베르토 변경(marca Obertenga)이라고도 했다. 제노바 변경은 북서이탈리아를 세 개의 변경주로 재편하는 과정에서 생겨났다. 제노바는 동부 리구리아에 해당했고, 서부 리구리아에는 몬페라토, 내륙에는 토리노 변경이 설치되었다. 제노바 변경은 루니, 토르토나, 밀라노, 제노바 등의 백국을 하위 봉신국으로 거느렸다. 역대 변경백은 다음과 같다.
- 오베르토 1세 (961년경-997년경)
- 아달베르토 (997년경)
- 오베르토 2세 (997년경-1013년경)
- 알베르토 아초 1세 (1013년경-1029년경)
- 알베르토 아초 2세 (1029년경-1097년)
- 풀코 1세 (1097년-1146년경)
- 오비초 1세 (1146년경-1193년)

알베르토 아초 2세 때부터 변경백들은 스스로를 "밀라노 변경백" 또는 "리구리아 변경백"이라고 부르기 시작했다. 그의 손자 오비초 1세는 1173년 초대 에스테 변경백이 되었다. 1184년 신성로마황제 프리드리히 1세 바르바로사가 제노바 변경백의 작위명을 공식적으로 "밀라노제노바 변경백"으로 재명명했다. 그 뒤 변경의 주요 도시였던 밀라노와 제노바가 자치도시화되면서 귀족 작위로서는 밀라노보다 에스테 변경백 쪽이 더 유력해졌다.